# Сакская ТЭЦ
Сакская ТЭЦ — теплоэлектроцентраль, является основным производителем тепловой энергии в Саках. Станция состоит из двух очередей с паротурбинными установками, опытной парогазовой установки ПГУ-20 и двух дубль-блоков, составляющих установку ПГУ-120. Установленная электрическая мощность ТЭЦ без учета ПГУ-120 составляет 27,4 МВт, электрическая мощность ПГУ-120 составляет 122 МВт. Установленная тепловая мощность ТЭЦ без учета ПГУ-120 составляет 88 Гкал/ч, электрическая мощность ПГУ-120 составляет 50 Гкал/ч.

## История
В 1953 году было принято решение о строительстве новой ТЭЦ для обеспечения паром Сакского бромного завода. Первая очередь была запущена в эксплуатацию в августе 1955 года и включала в себя: паровой котел производительностью 50 тонн пара в час и турбогенератор мощностью 6 МВт. Станция работала на угле с растопкой мазутом.
В 1959 году была присоединена к расположенной в 40 км от неё Симферопольской ГРЭС. В 1963 году запущена вторая очередь. В 1966 году была газифицирована и выделена в самостоятельное предприятие.
В 1978 году предприятию переданы городские магистральные тепловые сети и Сакская ТЭЦ была преобразована в Сакское предприятие тепловых сетей.
В 2007 году был начат проект по созданию ПГУ на 20 МВт. Продвигался очень тяжело, опытно-промышленная эксплуатация началась только в 2012 году, в эксплуатацию объект был введён только в 2014 году.

## Модернизация
В 2017 году началось строительство двух парогазовых установок общей мощностью 120 МВт, на базе четырёх газовых турбин ПС-90ГП-25 мощностью 22,5 МВт и двух паротурбинных установок мощностью 15 МВт. В конфигурации, которая установлена на Сакской ТЭЦ, турбины произведены впервые. Стоимость проекта составляет 14 млрд рублей. Собственные средства — 850 млн КрымТЭЦ привлекала на старте проекта, заемные средства предоставил РНКБ.
Для выдачи мощности в энергосистему Крыма были выполнены заходы с нескольких ЛЭП 110 кВ на ОРУ-110 кВ Сакской ТЭЦ. Построено семь километров газопровода от Глебовского подземного хранилища газа.
В апреле 2018 года начались пусконаладочные работы по первому этапу строительства — запуску газовых турбин. 11 сентября 2018 года КрымТЭЦ сообщило о завершении тестовых испытаний и комплексного опробования генерирующего оборудования первой очереди, общей мощностью 90 МВт. 2 октября оборудование первой очереди было введено в опытную эксплуатацию и начало поставлять электроэнергию. Установленная мощность второго пускового комплекса составляет 32 МВт. С 1 января 2020 года ПГУ-120 начала работу в энергосистеме на полной мощности.

## Перечень основного оборудования
| Агрегат                                    | Тип                                   | Изготовитель                 | Количество | Ввод в эксплуатацию | Основные характеристики | Основные характеристики | Источники    |
| Агрегат                                    | Тип                                   | Изготовитель                 | Количество | Ввод в эксплуатацию | Параметр                | Значение                | Источники    |
| ------------------------------------------ | ------------------------------------- | ---------------------------- | ---------- | ------------------- | ----------------------- | ----------------------- | ------------ |
| Оборудование паротурбинных установок       |                                       |                              |            |                     |                         |                         |              |
| Паровой котёл                              | БКЗ-50-39Ф                            | Барнаульский котельный завод | 2          | 1954 г. 1955 г.     | Топливо                 | газ, мазут              | [ 14 ]       |
| Паровой котёл                              | БКЗ-50-39Ф                            | Барнаульский котельный завод | 2          | 1954 г. 1955 г.     | Производительность      | 75 т/ч                  | [ 14 ]       |
| Паровой котёл                              | БКЗ-50-39Ф                            | Барнаульский котельный завод | 2          | 1954 г. 1955 г.     | Параметры пара          | 40 кгс/см2, 440 °С      | [ 14 ]       |
| Паровой котёл                              | БКЗ-75-39ГМА (на консервации)         | Барнаульский котельный завод | 1          | 1987 г.             | Топливо                 | газ, мазут              | [ 14 ]       |
| Паровой котёл                              | БКЗ-75-39ГМА (на консервации)         | Барнаульский котельный завод | 1          | 1987 г.             | Производительность      | 75 т/ч                  | [ 14 ]       |
| Паровой котёл                              | БКЗ-75-39ГМА (на консервации)         | Барнаульский котельный завод | 1          | 1987 г.             | Параметры пара          | 40 кгс/см2, 440 °С      | [ 14 ]       |
| Паровая турбина                            | Т-6-35/16                             | Калужский турбинный завод    | 1          | 1998 г.             | Установленная мощность  | 5 МВт                   | [ 14 ]       |
| Паровая турбина                            | Т-6-35/16                             | Калужский турбинный завод    | 1          | 1998 г.             | Тепловая нагрузка       | — Гкал/ч                | [ 14 ]       |
| Паровая турбина                            | АР-6-6 (на консервации)               | Калужский турбинный завод    | 1          | 1964 г.             | Установленная мощность  | 5 МВт                   | [ 14 ]       |
| Паровая турбина                            | АР-6-6 (на консервации)               | Калужский турбинный завод    | 1          | 1964 г.             | Тепловая нагрузка       | — Гкал/ч                | [ 14 ]       |
| Оборудование парогазовой установки ПГУ-20  |                                       |                              |            |                     |                         |                         |              |
| Газовая турбина                            | ГТЭ-15С (на базе двигателя ДЖ-59ЛЗ)   | —                            | 1          | 2011 г.             | Топливо                 | газ                     | [ 14 ]       |
| Газовая турбина                            | ГТЭ-15С (на базе двигателя ДЖ-59ЛЗ)   | —                            | 1          | 2011 г.             | Установленная мощность  | 15,8 МВт                | [ 14 ]       |
| Газовая турбина                            | ГТЭ-15С (на базе двигателя ДЖ-59ЛЗ)   | —                            | 1          | 2011 г.             | tвыхлопа                | — °C                    | [ 14 ]       |
| Котёл-утилизатор                           | КУП-2500                              | —                            | 1          | 2011 г.             | Производительность      | 26,4 т/ч                | [ 14 ]       |
| Котёл-утилизатор                           | КУП-2500                              | —                            | 1          | 2011 г.             | Параметры пара          | 21,5 кгс/см2, 367 °С    | [ 14 ]       |
| Котёл-утилизатор                           | КУП-2500                              | —                            | 1          | 2011 г.             | Тепловая мощность       | — Гкал/ч                | [ 14 ]       |
| Оборудование парогазовой установки ПГУ-120 |                                       |                              |            |                     |                         |                         |              |
| Газовая турбина                            | ГТА-25 (на базе двигателя ПС-90ГП-25) | ОДК — Газовые турбины        | 4          | 2020 г.             | Топливо                 | газ                     | [ 4 ] [ 15 ] |
| Газовая турбина                            | ГТА-25 (на базе двигателя ПС-90ГП-25) | ОДК — Газовые турбины        | 4          | 2020 г.             | Установленная мощность  | 22,5 МВт                | [ 4 ] [ 15 ] |
| Газовая турбина                            | ГТА-25 (на базе двигателя ПС-90ГП-25) | ОДК — Газовые турбины        | 4          | 2020 г.             | tвыхлопа                | — °C                    | [ 4 ] [ 15 ] |
| Котёл-утилизатор                           | Е30/6-4,0/0,8-440/260                 | —                            | 4          | 2020 г.             | Производительность      | — т/ч                   | [ 4 ]        |
| Котёл-утилизатор                           | Е30/6-4,0/0,8-440/260                 | —                            | 4          | 2020 г.             | Параметры пара          | — кгс/см2, — °С         | [ 4 ]        |
| Котёл-утилизатор                           | Е30/6-4,0/0,8-440/260                 | —                            | 4          | 2020 г.             | Тепловая мощность       | — Гкал/ч                | [ 4 ]        |
| Паровая турбина                            | Т-12/16-3,9/0,2                       | —                            | 2          | 2020 г.             | Установленная мощность  | 16 МВт                  | [ 4 ]        |
| Паровая турбина                            | Т-12/16-3,9/0,2                       | —                            | 2          | 2020 г.             | Тепловая нагрузка       | — Гкал/ч                | [ 4 ]        |